# Чума заклинань
«Чума заклинань» (англ. Plague of Spells) — фентезійний роман американського письменника Брюса Корделла, виданий у грудні 2008 року.

## Сюжет
Після Чуми заклинань Рейдон Кейн виявляє, що у нього на тілі згоріло сапфірове татуювання, дивні надприродні сили, які допомагають йому боротися з відхиленими чудовиськами, такими як аболети, і що йому не вистачає одинадцяти років свого життя, які він провів у кришталі. За цей час його дочка померла, а дім зруйнований. Імперія зла, відома як Аболетичний суверенітет, активізувалася і має намір кинути світ до хаосу, використовуючи потужний артефакт, відомий як Серце мрій. Артефакт починає заражати слабкі уми викривленими мріями про владу, якщо вони служать аболетам, змушуючи корумпованих битися за Серце мрій і використовувати їх для своїх цілей. Рейдон шукає зброю, вироблену тими, хто боровся з Суверенітетом до нього. Настанови з покинутої споруди, створеної для спостереження та утримання первосвященика в’язня Суверенітету, змушують його шукати зброю в уражених чарами Чумних землях. Рейдон також шукає союзників, не вражених владою Суверенітету.

## Відгуки
Девід Креддок зазначив, що «„Чума заклинань“ є чудовим доповненням до постійно розширеної бібліотеки „Забутих царств“». Інший рецензент заявив: «я рекомендую «Чуму заклинань» будь-якому читачеві».
Інший рецензент був критичнішим: «Якщо ви насправді не фанат підземель і драконів, я не думаю, що я дійсно можу порекомендувати «Чуму заклинань». Він ([роман]) може бути чимось справді хорошим, але це потенціал, який залишається в основному нерозкритим».